# Jardines del Umbráculo
Los jardines del Umbráculo (en catalán: jardins de l'Umbracle) se encuentran en la montaña de Montjuïc, en el distrito de Sants-Montjuïc de Barcelona. Fueron realizados entre 1917 y 1924, con motivo de la Exposición Internacional de Barcelona de 1929, siendo obra de Jean-Claude Nicolas Forestier y Nicolau Maria Rubió i Tudurí. Su nombre proviene del Umbráculo de la Font del Gat, un invernadero desaparecido en un incendio en la década de 1960, del que quedan las paredes.

## Historia y descripción

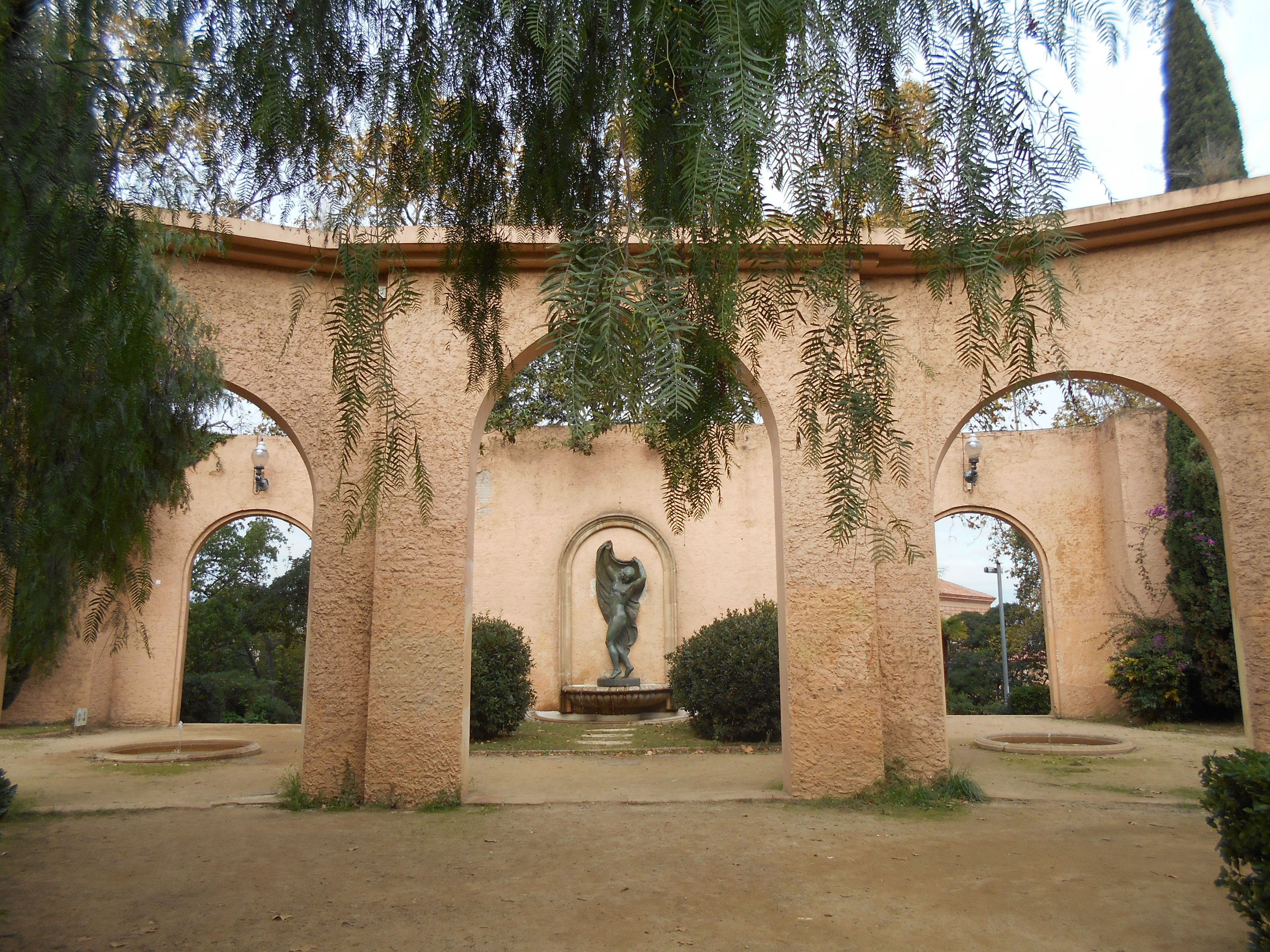
Restos del umbráculo; al fondo, la escultura Marinada.

La iniciativa de ajardinar la montaña de Montjuïc surgió a finales del siglo XIX, y se concretó de cara a la celebración de la Exposición Internacional de 1929: en 1917 comenzaron las obras de urbanización de la ladera norte de la montaña, a cargo del ingeniero Marià Rubió i Bellver, mientras que el proyecto de ajardinamiento corrió a cargo del paisajista francés Jean-Claude Nicolas Forestier, que contó con la colaboración de Rubió i Tudurí —director de Parques y jardines de Barcelona entre 1917 y 1937—, que realizó un conjunto de marcado carácter mediterráneo y gusto clasicista. Las obras se prolongaron hasta 1924, y consistieron en la constitución de diversos jardines: los del Umbráculo, los de Laribal, los del Teatre Grec y los de Miramar.

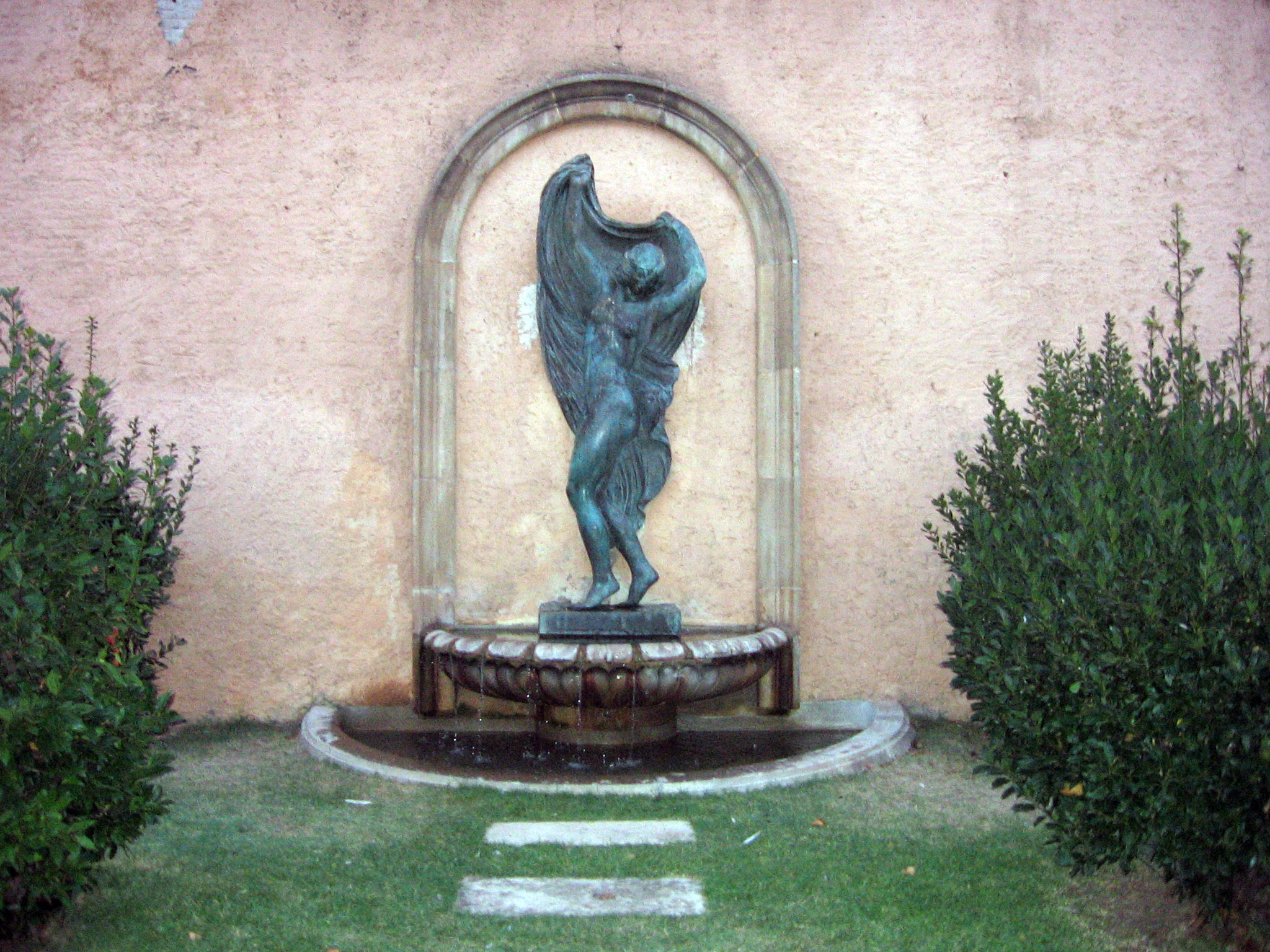
Marinada, de Antoni Alsina.

Los jardines se encuentran frente a la entrada de los jardines de Laribal, siguiendo la curva que en este lugar presenta el paseo de Santa Madrona, mientras que en su parte posterior están delimitados por el Museo de Arqueología de Cataluña, antiguo Pabellón de Artes Gráficas de la Exposición Internacional. Destaca en su parte central un estanque circular con un surtidor central, tras el cual se hallan los restos del antiguo umbráculo, del que quedan las paredes, que en su parte frontal presentan unas aberturas en forma de arcos de medio punto. Este umbráculo fue construido en 1928, con un diseño de Rubió i Tudurí, y era denominado de la Font del Gat («fuente del gato»), por hallarse cerca de esta famosa fuente conocida desde antaño por sus aguas, lugar frecuente de meriendas y excursiones campestres. El edificio tenía forma semicircular, con una galería porticada y techos de celosía. En los años 1960 el edificio sufrió un incendio que lo dejó en estado ruinoso. Fue utilizado como almacén por el departamento de Parques y jardines, hasta que a finales de los años 1980 fue reformado, dejándolo en su estado actual.
En 1929 se colocó en este lugar una escultura titulada Marinada o Danzarina, de Antoni Alsina, elaborada inicialmente para el conjunto de esculturas de la Plaza de Cataluña instalado con motivo de la urbanización de la plaza de cara a la Exposición Internacional, pero trasladada por tratarse de un desnudo femenino que no fue visto con buenos ojos por la moral imperante en el momento. Es una obra de bronce, de casi 5 metros de altura, que representa una joven desnuda bailando, con los brazos levantados sujetando un velo a su espalda, en un estilo cercano al novecentismo de moda en la época.